# Pegaso (constelación)
Pegaso o Pegasus es una constelación del norte, que recibe su nombre de Pegaso, el caballo alado. Es una de las 88 constelaciones modernas y una de las 48 inicialmente descritas por Ptolomeo quien la denominaba como Equus, «el Caballo». 

## Características destacables

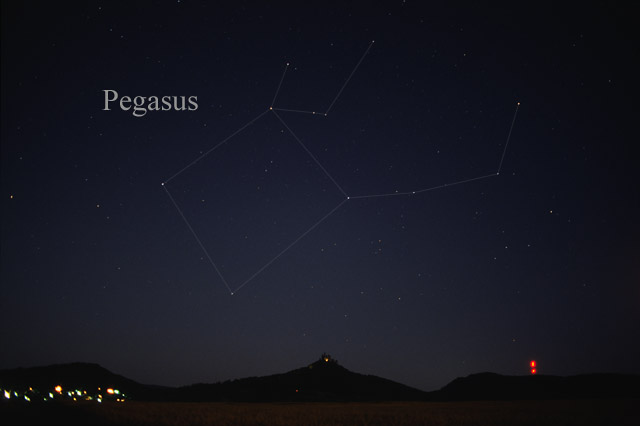
Constelación de Pegaso. [http://www.allthesky.com/constellations/visualconstellations.html AlltheSky.com

Johann Bayer catalogó 25 estrellas en la constelación, dándoles las denominaciones de Bayer desde alfa a psi.
El astro más brillante de Pegaso es Enif (ε Pegasi), supergigante anaranjada de tipo espectral K2Ib-II con una luminosidad bolométrica unas 9800 veces mayor que la del Sol y una temperatura efectiva de 9365 K. Se encuentra a 690 años luz de la Tierra.
La segunda estrella más brillante es Scheat (β Pegasi), gigante roja de tipo espectral M; unas 95 veces más grande que el Sol, su temperatura es de 3689 K.
Markab (α Pegasi), tercera estrella en cuanto a brillo, es una estrella blanca —catalogada como B9V,
 B9III o A0IV— mucho más caliente, con una temperatura efectiva de 10 100 K; está situada a 133 años luz.
γ Pegasi, oficialmente llamada Algenib por la IAU, es una subgigante blanco-azulada de tipo B2IV y una estrella pulsante híbrida, pues fluctúa como una variable Beta Cephei y como una estrella B pulsante lenta (SPB).
Markab, Scheat y Algenib, junto a Alpheratz (α Andromedae), forman el gran asterismo conocido como el Cuadrante de Pegaso.
Varias otras estrellas de Pegaso tienen nombre propio. Matar (η Pegasi) es una binaria formada por una gigante luminosa amarilla de tipo G8II y una estrella de la secuencia principal de tipo F0V cuyo período orbital es de 818 días.
ζ Pegasi, que recibe el nombre de Homam, es una estrella blanco-azulada de tipo B8V, más caliente y luminosa que Biham (θ Pegasi), estrella blanca de la secuencia principal de tipo A1Va.
Salm (τ Pegasi) es una estrella A5V químicamente peculiar cuyo contenido metálico es distinto del encontrado en el Sol: escandio, itrio y sodio muestran valores muy por encima de los solares, mientras que otros elementos como titanio, cromo y níquel son deficitarios.
A diferencia de las anteriores estrellas, Sadalbari (μ Pegasi) es una gigante amarilla de tipo G8III con un diámetro unas 12 veces más grande que el del Sol, cifra calculada a partir de la medida directa de su diámetro angular.
Otra estrella brillante es θ Pegasi, estrella blanca de la secuencia principal de tipo A1V muy semejante a Sirio, considerada una estrella Lambda Bootis que tiene líneas metálicas débiles y es deficitaria en ciertos elementos pesados. ι Pegasi es otra estrella de la secuencia principal, pero de tipo F5V, acompañada en este caso por una enana amarilla de tipo G8V; el período orbital de este sistema es de solo 10,21 días.
ξ Pegasi es otra binaria compuesta por una estrella amarilla de tipo F6V acompañada por una enana roja cuya separación viusal es de 11 segundos de arco, lo que equivale a una separación real de al menos 192 ua.
En cambio, λ Pegasi es una gigante amarilla con una temperatura superficial de 4933 K.

HR 8799 (centro) y sus cuatro planetas: Imagen obtenida desde el observatorio Keck

Un análogo solar en esta constelación, Helvetios (51 Pegasi), es orbitado por el primer planeta extrasolar descubierto; dicho descubrimiento se llevó a cabo desde el Observatorio de Haute-Provence en 1995. El planeta, llamado Dimidio, orbita a una distancia respecto a la estrella de 0,0527 ua —un 5,3 % de la distancia entre la Tierra y el Sol— a lo largo de un período orbital de 4,23 días. En su atmósfera se ha detectado vapor de agua pero no se ha encontrado evidencia de otras moléculas como metano o dióxido de carbono.
Igualmente, HR 8799 es una estrella blanco-amarilla de la secuencia principal con, al menos, cuatro planetas. Tres de ellos fueron observados directamente desde los telescopios Keck y Gemini de Hawaii. El planeta más alejado de la estrella orbita justo dentro de un disco de polvo y escombros semejante al cinturón de Kuiper de nuestro sistema solar.
Otra estrella de Pegaso con un planeta es HD 209458; análisis espectroscópicos del planeta HD 209458 b han proporcionado la primera evidencia de vapor de agua atmosférico más allá del sistema solar.
Un sistema atípico es el que constituye V391 Pegasi —una subenana azul caliente, estrella extrema de la rama horizontal— con un planeta cuya masa es al menos 3,7 veces mayor que la de Júpiter en órbita a 1,7 ua de la estrella.
Asimismo, HN Pegasi es una enana amarilla semejante al Sol que está vinculada físicamente a una enana marrón, de la que se ha obtenido una imagen directa con la Infrared Array Camera (IRAC) del telescopio espacial Spitzer.
EQ Pegasi es un sistema binario formado por dos enanas rojas fulgurantes. En 2022 se descubrió un planeta joviano en órbita alrededor de la componente principal del sistema mediante astrometría de radio; con una masa estimada 2,3 veces mayor que la de Júpiter, tiene un período orbital de 284,4 días.

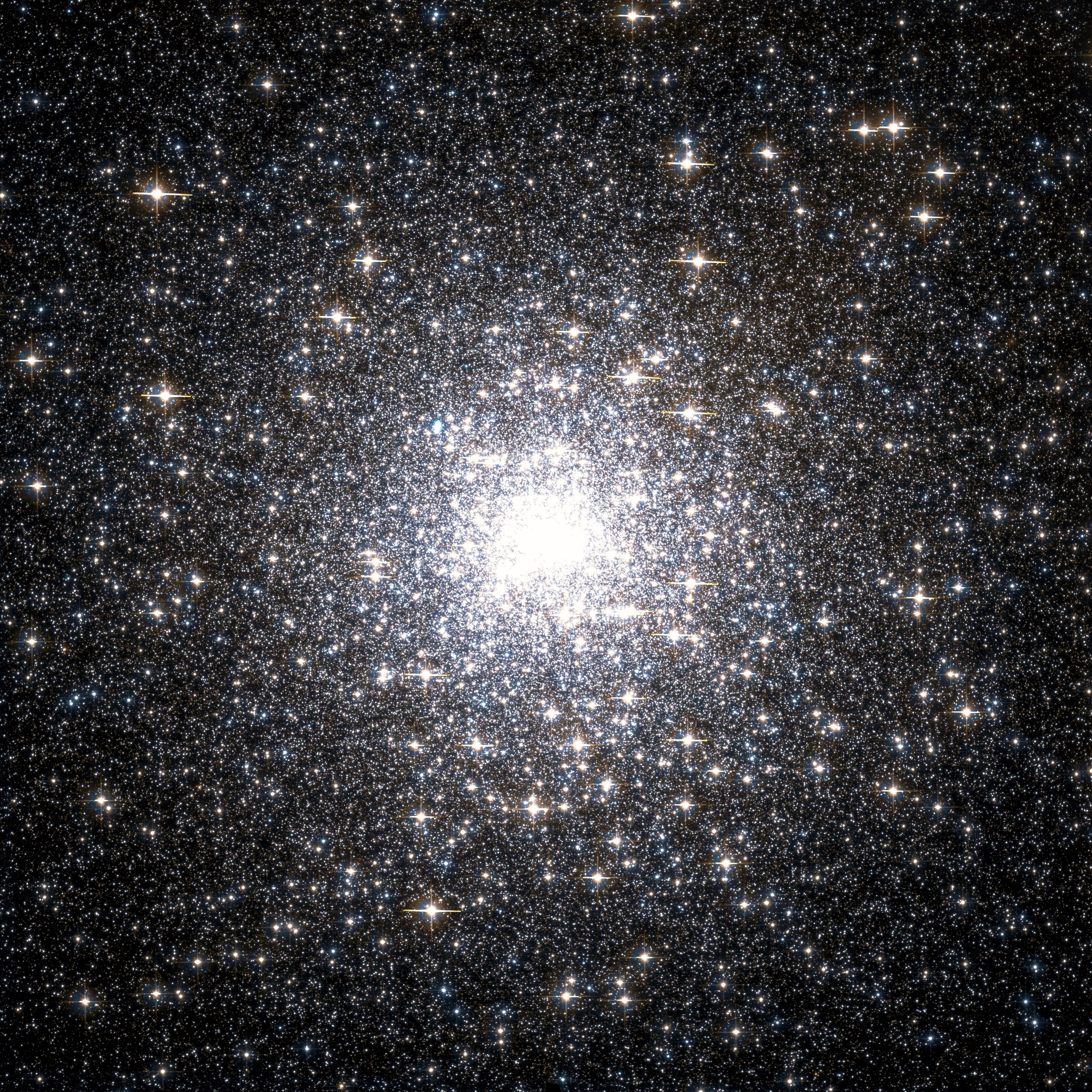
Imagen del cúmulo M15 obtenida con el Hubble

Entre las variables de la constelación se encuentra R Pegasi, variable Mira con un período de 378,1 días.
Por otra parte, U Pegasi es una binaria de contacto —las dos componentes están tan próximas que comparten su capa exterior de gas— cuyo período orbital es de solo 9 horas.
Otra variable es el sistema IK Pegasi, compuesto por una estrella blanca de la secuencia principal y una enana blanca con un período orbital —determinado con el Extreme Ultraviolet Explorer— de 21,72168 días. Distante 154 años luz, es el candidato a supernova más cercano a la Tierra.
Por su parte, II Pegasi es una binaria y una de las variables RS Canum Venaticorum más activas y estudiadas del cielo nocturno; una de sus componentes, una subgigante de tipo K-temprano es una de las estrellas frías más activas magnéticamente.

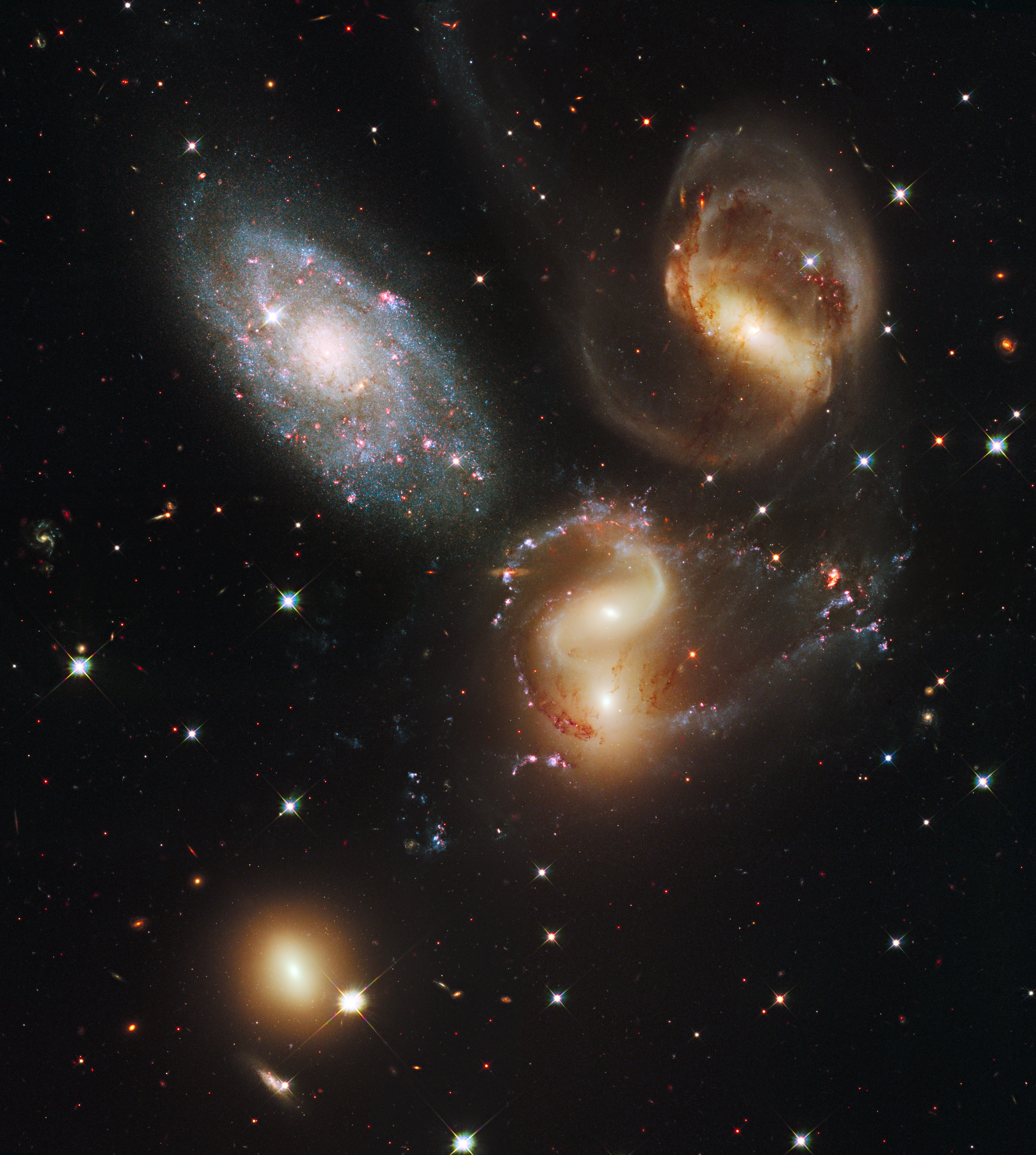
Quinteto de Stephan (HST)

M15 es un cúmulo globular en Pegaso. De magnitud visual 6,2, está a unos 35 700 años luz de distancia. Con una edad estimada de 12 500 millones de años, es uno de los cúmulos globulares más antiguos conocidos y una reliquia de los primeros años de nuestra galaxia.
NGC 7331 es una galaxia espiral que se encuentra a 14,7 millones de años luz de distancia, cifra estimada a partir de las variables cefeidas que contiene. Pertenece a una agrupación galáctica junto a cuatro galaxias más (NGC 7335, NGC 7336, NGC 7337 y NGC 7340). La galaxia parece similar en tamaño y estructura a la Vía Láctea, por lo que a veces se la conoce como la «gemela de la Vía Láctea».
Otro objeto del espacio profundo es el llamado Quinteto de Stephan, conjunto visual de cinco galaxias elípticas, de las que cuatro forman un verdadero grupo de galaxias. La galaxia más brillante del conjunto es NGC 7320, a sólo 40 millones de años luz de distancia, siendo la única que no está físicamente vinculada con las otras.
NGC 7742 es otra galaxia espiral, vista de frente, que se encuentra a 72 millones de años luz de la Tierra. Es notable por tener un anillo pero ninguna barra.

## Estrellas
Estrellas con nombre propio:
- (54/α Peg) 2.49 Markab [Marchab] o Menkib al Faras [Matn al Faras]
< مركب markab vehículo [cojinete, bote, etc.]
< منكب الفرس minkab[u] al-faras El hombro del caballo.
< متن الفرس matn[u] al-faras El cuerpo del caballo.

- (53/β Peg) 2.42 Scheat [Sheat, Seat Alpheras] (o Menkib, see ξ Per)
< ? as-sa'id al-faras El brazo superior del caballo.

- (88/γ Peg) 2.83 Algenib
< الجنب al-janb El flanco
or < الجانبal-jānib El flanco

- δ Peg: movido a Andrómeda como α And

- (8/ε Peg) 2.38 Enif [Enf, Enir, Al Anf] o Fom [Fum al Faras] o Os Pegasi
< الأنف al-´anf nariz
< الفم الفرس al-fum al-faras La boca del caballo
< ōs pēgasi La boca de Pegaso, < πήγασος

- (42/ζ Peg) 3.41 Homam [Homan, Humam, Al Hammam]

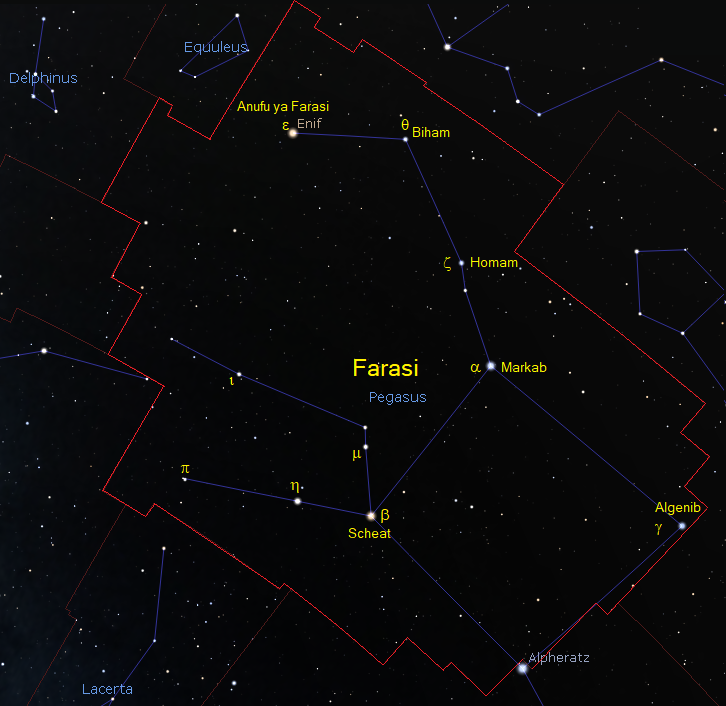
Imagen de las principales estrellas de Pegaso

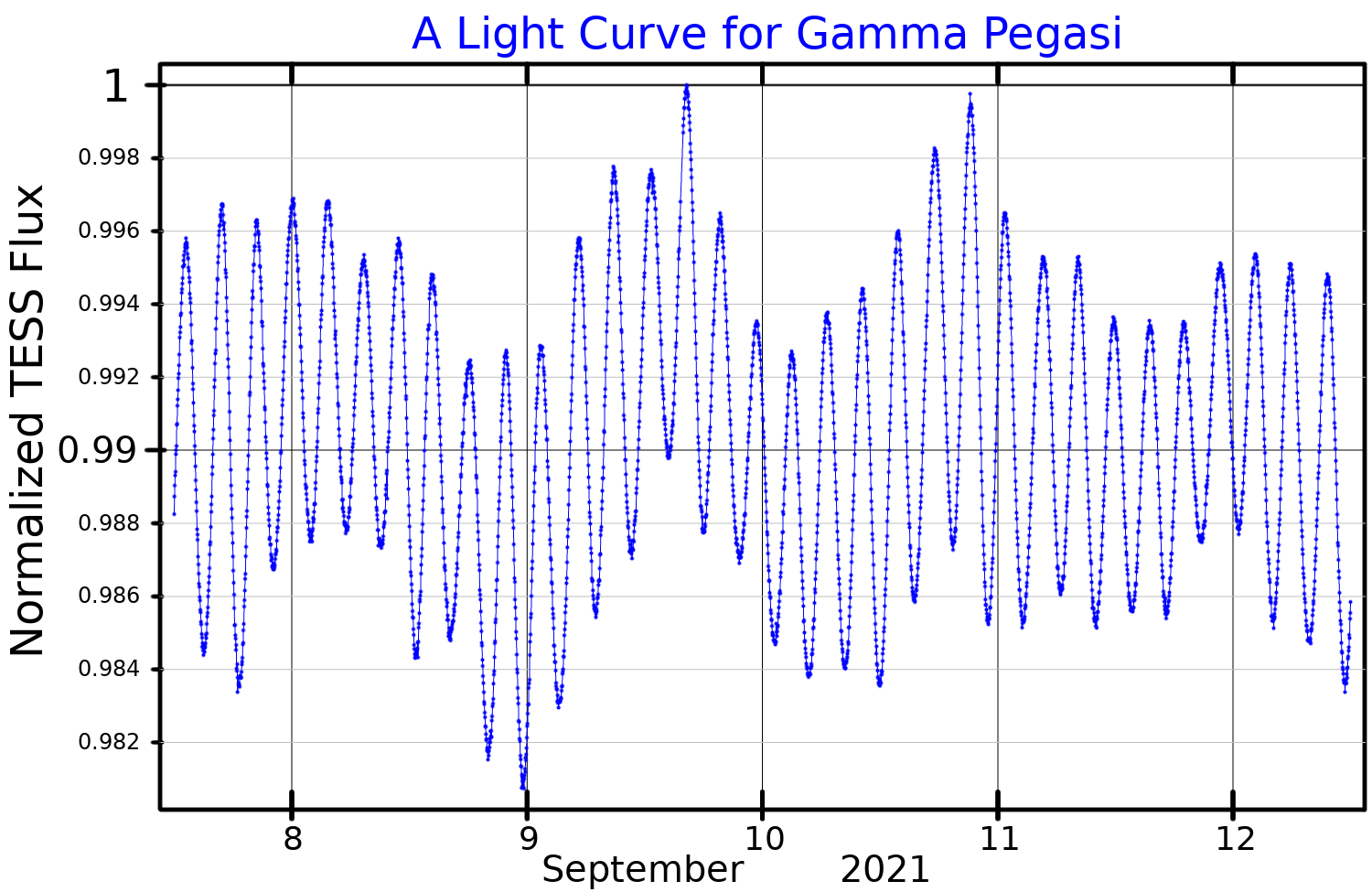
Curva de luz de Algenib a partir de datos de TESS

< سعد الهمام sacd[u] al-humām El de alto pensamiento [hombre].

- (44/η Peg) 2.93 Matar [Sad al Matar]
< سعد المطر sacd[u] al-maţar Suerte de la lluvia.

- (26/θ Peg) 3.53 Baham [Biham, Sad al Baham]
< سعد البهايم sacd[u] al-bahāyam Suerte de livestock.

- (48/μ Peg) 3.51 Sadalbari [Sad al Bari] o Sad al Nazi
< سعد البري sacd al-bariyy Suerte del inocente.
< ? Suerte del camello habriento?

- (62/τ Peg) 4.58 Salm o Kerb [El Khereb] (o Markab, véase α Peg)

Estrellas con designación de Bayer:
24/ι Peg 3.77; 10/κ Peg 4.14; 47/λ Peg 3.97; 22/ν Peg 4.86; 46/ξ Peg 4.20; 43/ο Peg 4.80; 29/π2 Peg 4.28; 27/π1 Peg 5.58; 50/ρ Peg 4.91; 49/σ Peg 5.16; 68/υ Peg 4.42; 89/χ Peg 4.79; 81/φ Peg 5.06; 84/ψ Peg 4.63
Estrellas con designación de Flamsteed:
1 Peg 4.08; 2 Peg 4.52; 3 Peg 6.19; 4 Peg 5.66; 5 Peg 5.46; 7 Peg 5.30; 9 Peg 4.34; 11 Peg 5.63; 12 Peg 5.29; 13 Peg 5.34; 14 Peg 5.07; 15 Peg 5.52; 16 Peg 5.09; 17 Peg 5.54; 18 Peg 6.00; 19 Peg 5.65; 20 Peg 5.61; 21 Peg 5.83; 23 Peg 5.69; 25 Peg 5.79; 28 Peg 6.45; 30 Peg 5.37; 31 Peg 4.82; 32 Peg 4.78; 33 Peg 6.20; 34 Peg 5.76; 35 Peg 4.78; 36 Peg 5.60; 37 Peg 5.51; 38 Peg 5.64; 39 Peg 6.43; 40 Peg 5.84; 41 Peg 6.33; 45 Peg 6.27; 51 Peg 5.45 – tiene un planeta; 52 Peg 5.76; 55 Peg 4.54; 56 Peg 4.76; 57 Peg 5.05; 58 Peg 5.39; 59 Peg 5.15; 60 Peg 6.19; 61 Peg 6.51; 63 Peg 5.58; 64 Peg 5.35; 65 Peg 6.28; 66 Peg 5.09; 67 Peg 5.56; 69 Peg 5.99; 70 Peg 4.54; 71 Peg 5.33; 72 Peg 4.97; 73 Peg 5.63; 74 Peg 6.26; 75 Peg 5.49; 76 Peg 6.30; 77 Peg 5.09; 78 Peg 4.93; 79 Peg 5.95; 80 Peg 5.77; 82 Peg 5.30; 85 Peg 5.80; 86 Peg 5.55; 87 Peg 5.57
Otras estrellas notables:

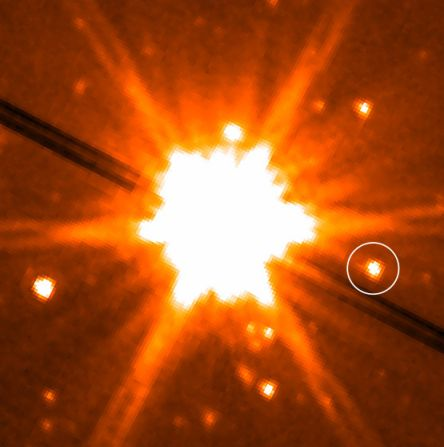
Imagen de HN Pegasi y su acompañante.

- 34 Vulpeculae, gigante naranja perteneciente al disco grueso de la galaxia.
- U Pegasi, binaria eclipsante de magnitud 9,23.
- HN Pegasi, sistema binario compuesto por una enana amarilla joven y una enana marrón.
- HR Pegasi, estrella de tipo S y variable semirregular
- II Pegasi, variable eruptiva RS Canum Venaticorum
- IK Pegasi, estrella binaria cuya componente B es el candidato mejor conocido a supernova
- MT Pegasi, análogo solar de magnitud 6,61.
- NZ Pegasi, variable Gamma Doradus de magnitud 5,78.
- OO Pegasi, binaria eclipsante de magnitud media 8,26
- HD 209458 (V376 Peg) 7.65 – tiene un planeta transitorio
- HR 8799 (HD 218396), estrella blanca de la secuencia principal con tres planetas
- V391 Pegasi, subenana azul con un planeta extrasolar
- EQ Pegasi (Gliese 896), Gliese 829 y Gliese 880, enanas rojas situadas respectivamente a 20,7, 21,9 y 22,4 años luz del Sistema Solar; la primera es la estrella más cercana a nosotros en esta constelación.

## Objetos de cielo profundo

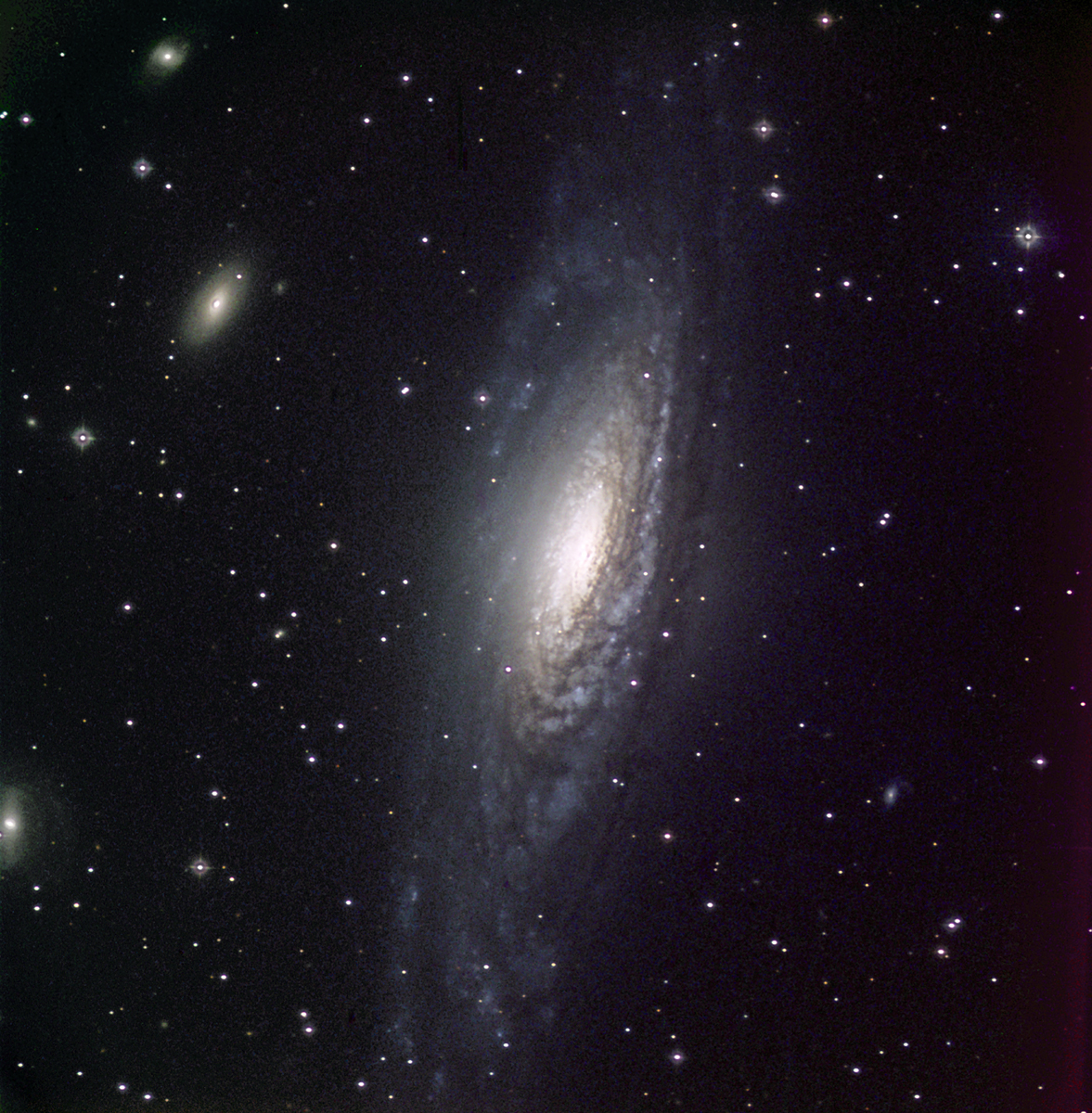
Galaxia espiral NGC 7331.

- Cúmulo globular M15, de magnitud 6, 4° al noroeste de Enif (ε Pegasi).
- SNR G070.0-21.5, resto de supernova excepcionalmente alejado del plano galáctico.
- NGC 7331, galaxia espiral considerada gemela de la Vía Láctea, 9° al norte de Scheat (β Pegasi).
- NGC 1 y NGC 2, dos galaxias espirales separadas 1,8 arcmin.
- La galaxia espiral NGC 7332 y la galaxia espiral barrada NGC 7479.
- NGC 7217, también una galaxia espiral, pero de aspecto muy compacto.
- NGC 7742, una galaxia Seyfert de tipo 2.
- Quinteto de Stephan (HCG 92), conjunto visual de cinco galaxias elípticas, de las que cuatro forman un verdadero grupo de galaxias.
- Galaxia Enana de Pegaso (PegDIG), pequeña galaxia irregular que parece formar parte del Grupo Local.

## Historia y mitología

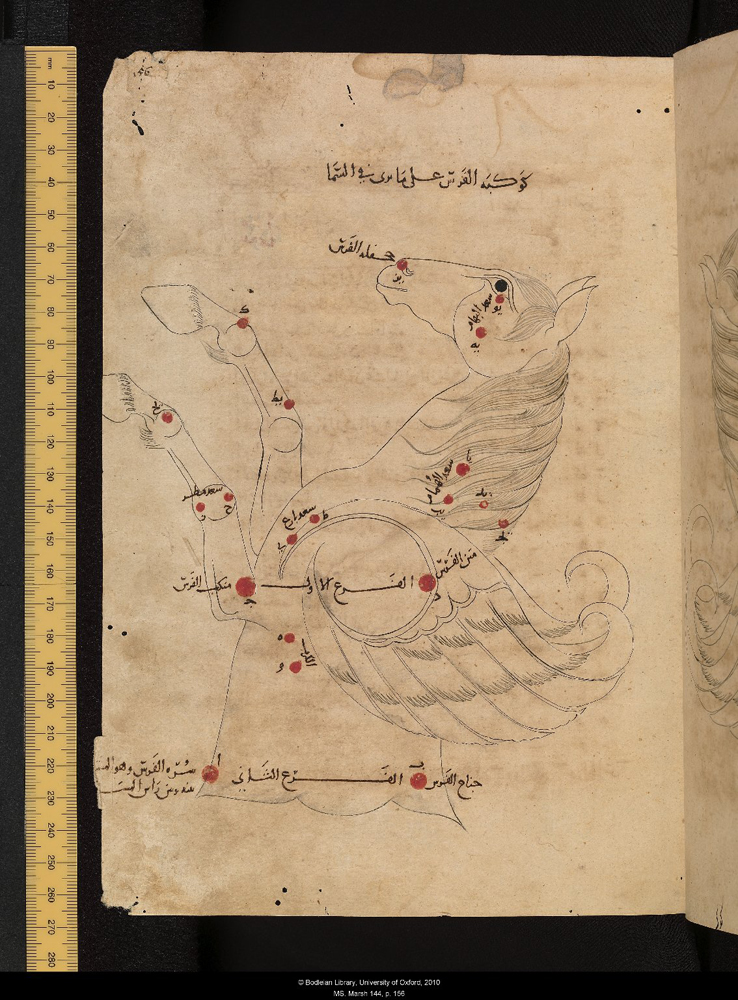
Una imagen de la constelación de Pegaso según el astrónomo Al-Sufi, extraída de su "Libro de las Estrellas Fijas" (1009-1010). Muestra la figura de Pegaso junto con los nombres de las estrellas en árabe, revisando el trabajo de Ptolomeo.

La constelación de Pegaso representa los cuartos delanteros del caballo: con la cabeza viendo hacia el sur y las patas frontales a medio galope. Aunque a menudo se le identificaba como Pegaso y Ptolomeo hacía referencia a sus alas, las fuentes griegas anteriores no describían esta figura de la constelación como alada.
En la mitología griega el catasterismo del Caballo tiene hasta tres variantes. La primera versión nos dice que para Arato es el que se hallaba en el Helicón y abrió una fuente con el casco, motivo por el cual se la llama «fuente del caballo» (Hipocrene). Otros dicen que en realidad se trata de Pegaso, el que se fue volando hasta los astros después de la caída de Belerofonte: a algunos les parece que así se compone un relato inverosímil puesto que esta montura no tenía alas.
La segunda versión nos dice que Belerofonte fue a visitar a Preto, hijo de Abante y rey de los argivos, Antea, la esposa del rey, enamorada de su huésped, le rogó que lo visitara, prometiéndole el reino de su marido. Al no poder obtener esta petición, por miedo a que él la acusara ante el rey, se anticipó a él diciéndole a Preto que se había ofrecido con violencia. Preto, que se había encariñado con Belerofonte, se mostró reacio a infligir castigo él mismo, pero sabiendo que tenía el caballo Pegaso, lo envió al padre de Antea (a la que algunos llaman Estenebea), para que defendiera la castidad de su hija y lo enviara a contra la Quimera, que en aquel tiempo asolaba con llamas el país de los de los licios. Belerofonte resultó vencedor y escapó, pero después de la creación de la fuente, mientras y casi lo había alcanzado, se aterrorizo mirando hacia la tierra, y cayo al suelo y murió. Pero se dice que el caballo remontó el vuelo y que Jove lo puso entre las constelaciones. Otros han dicho que Belerofonte huía de Argos no por las acusaciones de Antea sino para no escuchar más propuestas que le fueran desagradables, o para no ser sus ruegos.
La tercera versión del catasterismo, según Eurípides afirma en la Melanipe, es Hipe, la hija de Quirón, que se encuentra entre las estrellas. De esta se cuenta que se crio en el Pelio, dedicada a la caza y a la contemplación de la naturaleza. Fue engañada por Éolo y seducida y, hasta cierto momento, pudo mantener oculto lo ocurrido. Pero cuando quedó en evidencia por la hinchazón de su vientre, huyó a los montes; cuando ella se hallaba allí entre los dolores del parto, llegó su padre en su busca, e Hipe imploró, a punto de ser descubierta, que se metamorfoseara su figura para no ser reconocida, y así se convirtió en yegua y parió a la criatura. En atención a su piedad y la de su padre fue colocada por Artemisa entre los astros, en un punto desde el cual no es visible para el Centauro: es que se dice que éste es Quirón. La parte trasera de su cuerpo no se puede ver para que no se reconozca que es de sexo femenino.
La estrella Delta Pegasi (nombrada "Sirrah" en el mapa), una de las cuatro estrellas en el cuadrado de Pegaso, es ahora considerada parte de la Andrómeda, (α Andromedae) y es usualmente llamada "Alpheratz." El ala desplegada del Pegaso se formó con las estrellas de Pisces.
A.Visedo, en su interpretación del Guernica, identifica el Sol que ilumina la escena con la constelación Pegaso. En varios bocetos preliminares, Picasso, hacía salir de un corte quirúrgico en el abdomen de la yegua herida al caballo alado. La yegua representa a la Pinacoteca del Prado y Pegaso representa al Arte que contenía y que había que proteger de los bombardeos que ocurrieron durante los últimos meses de 1936 en Madrid. Pero, siguiendo la Mitología griega, Pegaso es mortal y Zeus, en premio a sus servicios, lo convirtió en inmortal, la Constelación. Picasso, que quiere representar en "Guernica" que el Arte no va a desaparecer, pese a los peligros que corre,transforma su Pegaso mortal en inmortal, el caballo en Constelación.
La constelación de Pegaso también aparece en el anime Caballeros del Zodiaco, o más conocido como Saint Seiya.

## Visualización
En el mapa Bayer de 1603 aparecen las estrellas más brillantes de Pegaso (Markab, Scheat, Algenib) más la alfa de Andrómeda (Alpheratz) formando el hoy popular asterismo conocido como "Cuadrado de Pegaso", formación protípica en el cielo primaveral del hemisferio austral. Una de sus alas, desplegada, está representada por las estrellas de la constelación Pisces, mientras que las patas delanteras están representadas, una por la estrella eta y otra, por las estrellas lambda, mu y iota. La aparente alineación de las estrellas dseta, xi, theta y epsilon dan forma al cuello y cabeza del caballo.